# Albertville
Albertville (in frankoprovenz. Arbèrtvela) ist eine französische Gemeinde mit 19.706 Einwohnern (Stand 1. Januar 2022) im Département Savoie in der Region Auvergne-Rhône-Alpes in den Alpen. Sie ist der Hauptort des gleichnamigen Arrondissements Albertville und damit Standort einer Unterpräfektur. Sie gehört zum Gemeindeverband Communauté d’agglomération Arlysère und beherbergt dessen Verwaltungssitz.
Albertville erlangte weltweite Bekanntheit als Hauptschauplatz der 1992 in der Region Savoyen ausgetragenen XVI. Olympischen Winterspiele.

## Geografie
Albertville liegt in den französischen Alpen. Der Fluss Arly mündet dort in die Isère.
Die Gemeinde ist als Zugangsort mit dem Regionalen Naturpark Massif des Bauges assoziiert.
Die Stadt ist auch bekannt als „Stadt der Vier Täler“, weil dort die Täler Tarentaise, Val d’Arly, Beaufortain und Combe de Savoie aufeinandertreffen.

## Geschichte
|  |  |

Benannt ist die Stadt nach dem sardischen König Karl Albert I., der sie 1836 gründete. Der Vorgängerort war die Cité Médiévale de Conflans; sie liegt heute als mittelalterlich geprägter Ort mit Stadtmauer oberhalb von Albertville. 1860 fiel der Ort an Frankreich.

## Bevölkerungsentwicklung
| Jahr                       | 1962   | 1968   | 1975   | 1982   | 1990   | 1999   | 2006   | 2018   |
| Einwohner                  | 12.159 | 15.739 | 16.961 | 16.970 | 17.411 | 17.340 | 18.009 | 19.214 |
| Quellen: Cassini und INSEE |        |        |        |        |        |        |        |        |

## Sport
Albertville wurde besonders durch die Olympischen Winterspiele 1992 international als Wintersportort bekannt. Am Oberlauf der Isère befinden sich mehrere der großen Skigebiete der französischen Alpen, beispielsweise La Plagne, Tignes und Les Trois Vallées.
Im Januar 2017 war die Halle Olympique in Albertville eine von acht Austragungsstätten der Handball-Weltmeisterschaft der Männer 2017 in Frankreich.

## Städtepartnerschaft
- Winnenden in Baden-Württemberg, Deutschland

## Persönlichkeiten
- Claude Genoux (1811–1874), Historiker
- René-Maria Burlet (1907–1994), Künstler
- Pierre Merlat (1911–1959), Althistoriker
- Jacques-Francis Rolland (1922–2008), Journalist und Schriftsteller
- Jacques Rey (1923–2012), Schweizer Autorennfahrer
- Gérard Mourou (* 1944), Physiker
- Jean-Loup Felicioli (* 1960), Grafiker und Regisseur
- Jean-Luc Crétier (* 1966), Skirennläufer
- Maxence Fermine (* 1968), Schriftsteller
- Frédéric Marin-Cudraz (* 1974), Skirennläufer
- Nicolas Folmer (* 1976), Jazzmusiker
- Freddy Rech (* 1980), Skirennläufer
- Delphyne Peretto (* 1982), Biathletin
- Arnaud Bovolenta (* 1988), Freestyle-Skisportler
- François Place (* 1989), Freestyle-Skisportler und Skirennläufer
- Justine Braisaz-Bouchet (* 1996), Biathletin
- Léa Lemare (* 1996), Skispringerin
- Julia Simon (* 1996), Biathletin
- Hugo Rivail (* 1997), Biathlet
- Agathe Bessard (* 1999), Skeletonpilotin
- Romane Dieu (* 2000), Skispringerin
- Alex Baudin (* 2001), Radrennfahrer
- Clarisse Brèche (* 2001), Skirennläuferin